# História de Bucareste

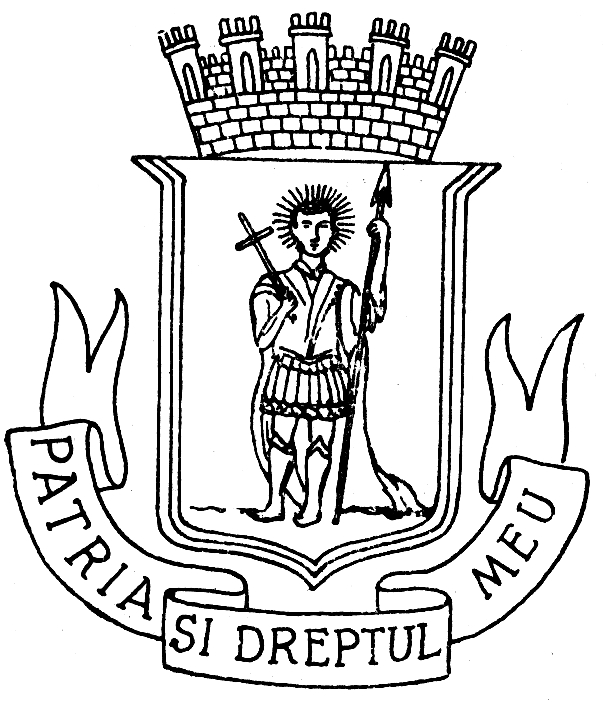
Brasão de Bucareste em 1968; lema: Pátria e Meu Direito

A história de Bucareste cobre o período de tempo que vai desde os primeiros assentamentos na área e no vizinho distrito (em romeno: județ) de Ilfov até à sua existência moderna como cidade, capital da Valáquia e atual capital da Roménia.

## Pré-história e Antiguidade
Na Antiguidade, a maior parte do território de Bucareste e de Ilfov estava coberto pela densa florestas de Codrii Vlăsiei, onde em alguns locais, especialmente nos vales dos rios Colentina e Dâmbovița, existiram pequenos povoados dispersos desde o Paleolítico. Durante o Neolítico, na área esteve presente a  cultura de Glina e antes do século XIX a.C., a região fazia parte do território da cultura de Gumelniţa. Durante a Idade do Bronze, uma terceira fase da cultura de Glina (essencialmente pastoril) sobrepôs-se parcialmente à cultura de Gumelniţa. Mais tarde sobreveio a cultura de Tei.

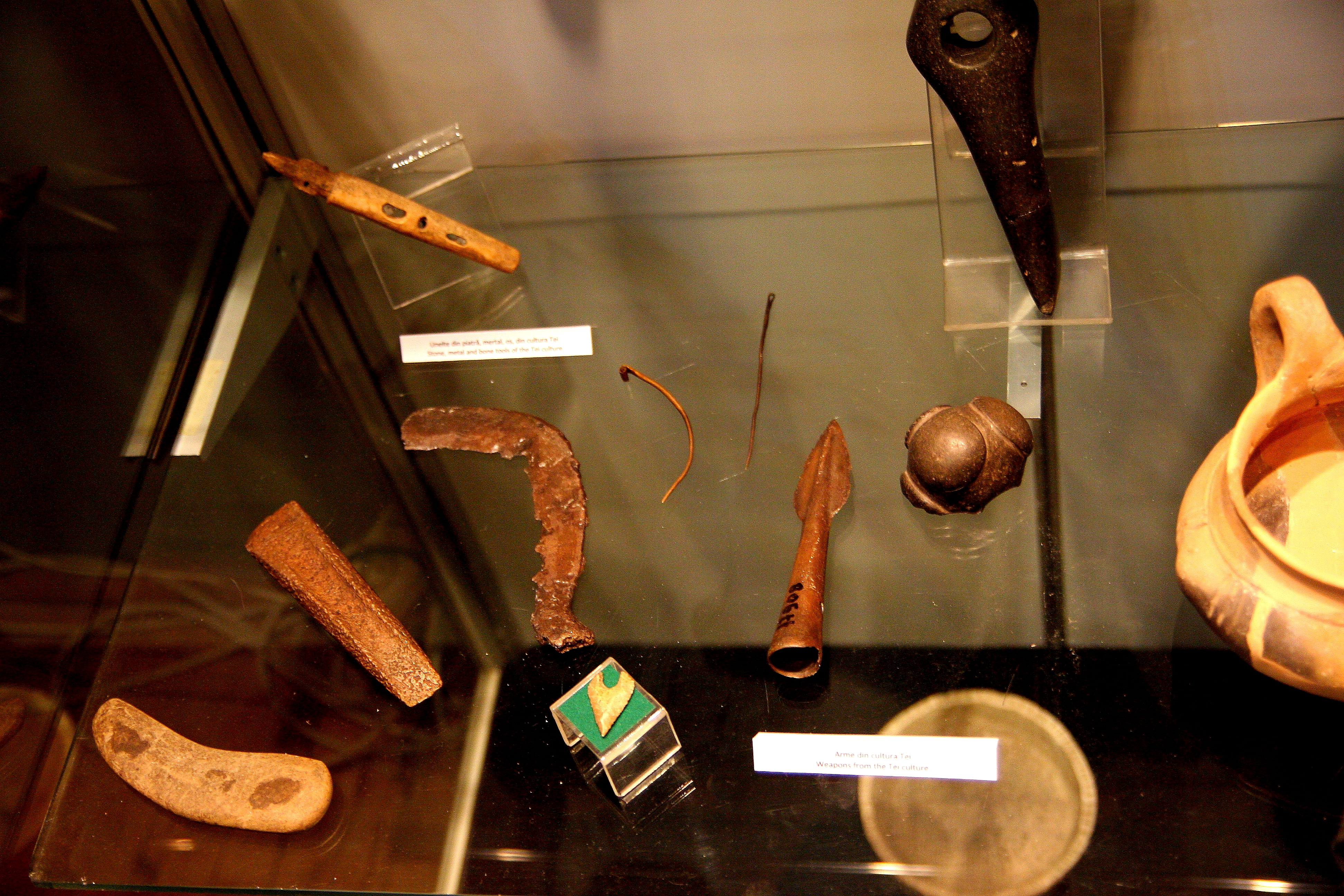
Artefactos da cultura de Tei

Durante a Idade do Ferro, a área foi habitada por uma população identificada com os getas e os dácios, falantes de línguas indo-europeias. Há controvérsia entre os historiadores sobre se os dois grupos seriam realmente distintos, mas a cultura duma fase mais tardia pode ser atribuída aos dácios. Em volta de Bucareste foram descobertos vários pequenos povoados dácios, nomeadamente em Herăstrău, Radu Vodă, Dămăroaia, Lacul Tei, Pantelimon e Popeşti-Leordeni. Estas populações tiveram ligações comerciais com cidades gregas e romanas. Foram encontradas moedas gregas em Lacul Tei e Herăstrău (juntamente com grandes quantias de moedas falsas) e joias e moedas de origem romana em Giulești e Lacul Tei.
Bucareste nunca esteve sob o domínio romano, exceto quando a Munténia foi ocupada brevemente pelas tropas de Constantino na década de 330 d.C. Foram encontradas moedas do tempo dos imperadores romanos Constantino, Valente (r. 364–378), Valentiniano I (r. 364–375) e outros em vários locais de Bucareste e das imediações. Pensa-se que a população local estava romanizada depois da retirada inicial das tropas romanas da região, durante o período das migrações dos povos bárbaros.

## Fundação da cidade

### Origens

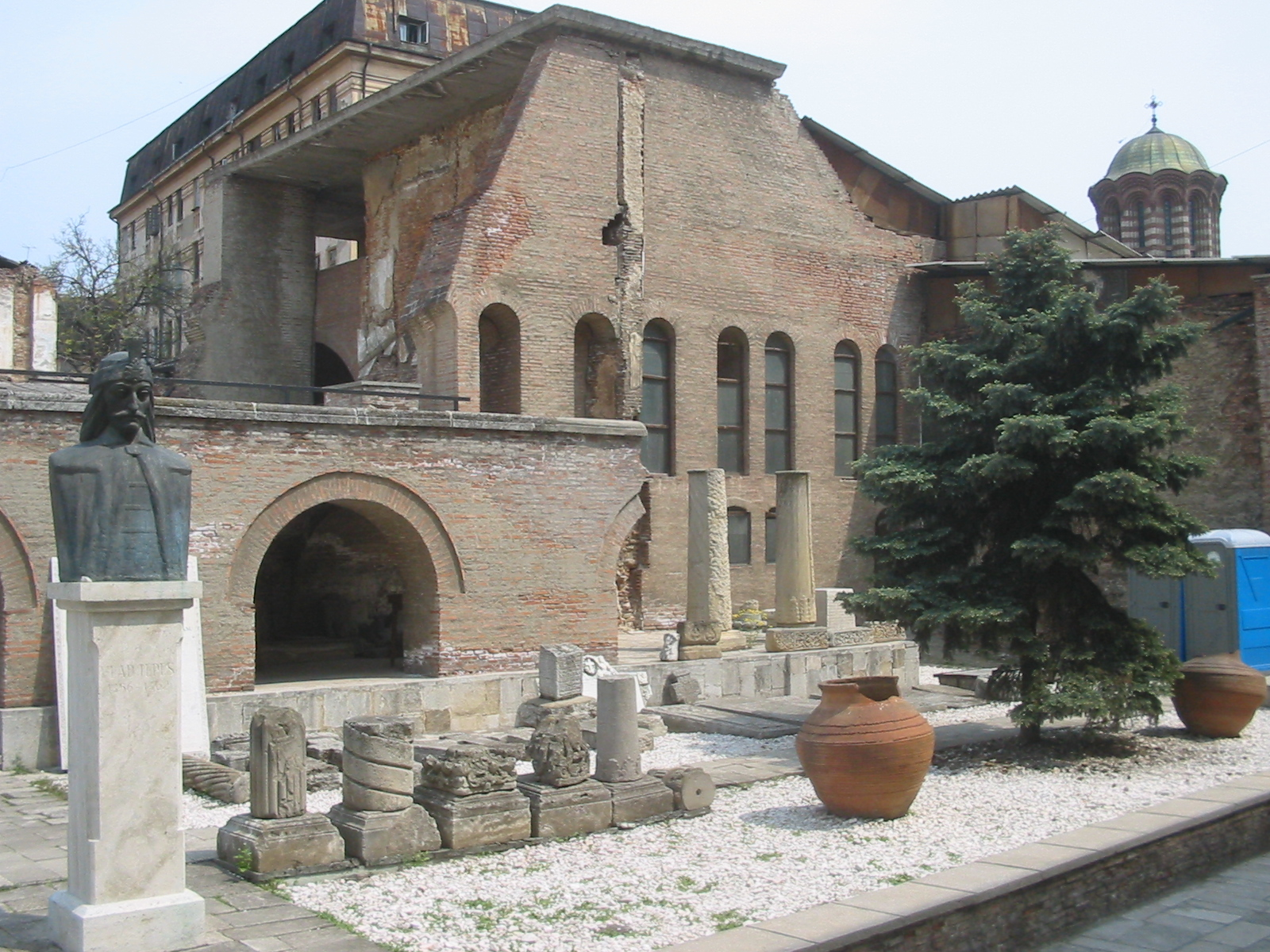
Curtea Veche, antiga corte dos príncipes da Valáquia

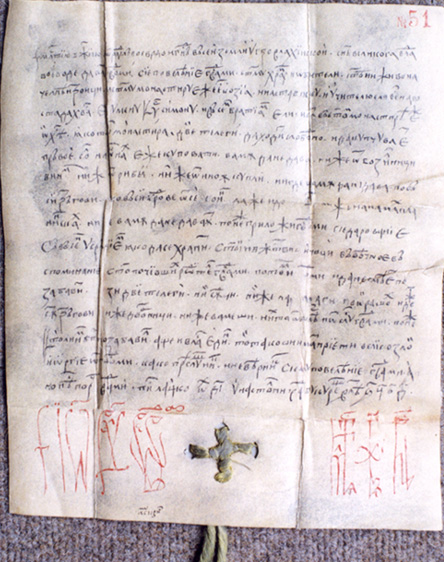
Ordem judicial do príncipe Radu, o Belo, emitida em Bucareste em 1465

Os eslavos fundaram vários povoados na região de Bucareste, como se pode deduzir dos topónimos eslavos de Ilfov (de elha; "amieiro"), Colentina, Snagov, Glina, Chiajna, etc. Alguns estudos apontam para que a população eslava já tinha sido assimilada antes do fim da Alta Idade Média (séculos VI a X). Para alguns historiadores, a área fez parte do Primeiro Império Búlgaro entre 681 e c. 1000, ao mesmo tempo que mantinha ligações comerciais com o Império Bizantino, o que é atestado pela descoberta de moedas bizantinas dos séculos IX a XII em escavações em vários locais.
A área foi alvo de sucessivas invasões de pechenegues e cumanos, antes de ser conquistada pelos mongóis durante a invasão mongol da Europa de 1241. Provavelmente foi depois disputada entre os magiares e o Segundo Império Búlgaro.
Segundo uma lenda registada pela primeira vez no século XIX, a cidade foi fundada por um pastor chamado Bucur (outras versões descrevem-no como um boiardo). Como a generalidade das antigas cidades da Munténia, a fundação de Bucareste foi também atribuída ao lendário príncipe da Valáquia Radu Negru, em histórias cujo registo mais antigo é do século XVI. A teoria que identifica Bucareste com a "cidadela de Dâmbovița" e o pârcălab mencionado como ligado a Vladislau I da Valáquia (r. 1364–1377) é contradita pela arqueologia, que mostra que a área era praticamente desabitada no século XIV.

### Primeiros desenvolvimentos
A primeira menção histórica a Bucareste é de 30 de setembro de 1459, como sendo uma das residência do príncipe da Valáquia Vlad II Dracul. Tornou-se rapidamente a residência de verão favorita da corte principesca e, juntamente com Târgovişte, uma das duas capitais da Valáquia. Era vista pelos contemporâneos como a cidadela mais forte do país. Em 1476 foi saqueada pelo príncipe moldavo Estêvão III da Moldávia, mas apesar disso foi a residência favorita de muitos governantes que se seguiram. O príncipe Mircea, o Pastor fez importantes melhoramentos no início da década de 1550, como a construção de um palácio e uma igreja na Curtea Veche ("Corte Velha"), dotou a cidade duma paliçada e tomou medidas para abastecer a cidade de água potável e alimentos.
Quando Mircea foi deposto pelos otomanos, de quem o principado valaquiano era vassalo, em 1554, Bucareste foi devastada por tropas de janízaros. Quando Mircea retomou o poder, em 1558, houve novamente violência, com perseguição dos que tinham apoiado Pătrașcu, o Bom. Em 1574, o conflito entre Vintilă e Alexandre Mircea também afetou a cidade, o mesmo acontecendo durante o reinado tirânico de Alexandre cel Rău, no início da década de 1590.

## Século XVII

### Crescimento e declínio

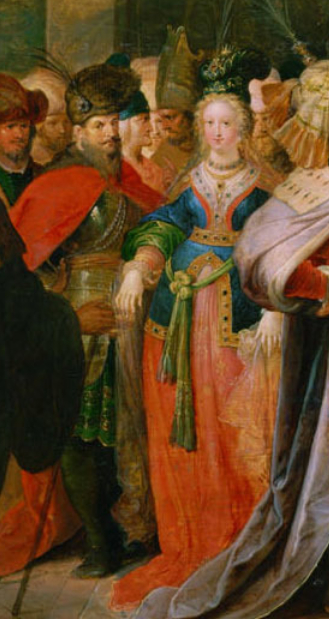
Pintura de 1601 de Frans Francken, o Jovem com o príncipe Miguel, o Valente e Maria Cristina de Habsburgo, princesa da Transilvânia

Em sintonia com o aumento das exigências dos otomanos e da importância crescente do comércio com as Bálcãs, o centro político e comercial da Valáquia começou a deslocar-se para sul. Antes do fim do século XVII, Bucareste tornou-se a cidade com mais população na Valáquia e uma das maiores da região, tornando-se bastante cosmopolita. Contudo, isso foi acompanhado por um declínio drástico da autoridade do príncipe e dos recursos do estado.
Em 13 de novembro de 1594,a cidade testemunhou uma onda de violência generalizada, que marcou o início da revolta de Miguel, o Valente contra os otomanos e o massacre dos credores otomanos, que detinham o controlo dos recursos da Valáquia, a que se seguiu um confronto entre os valaquianos e as tropas otomanas estacionadas em Bucareste. Como retaliação, a cidade foi atacada e quase completamente destruída pelas tropas de Koca Sinan Paxá. Foi depois reconstruída lentamente ao longo das duas décadas seguintes, voltando a disputar protagonismo a Târgovişte durante o reinado de Radu Mihnea, no início da década de 1620. Matei Basarab, o príncipe que dividiu o seu governo entre Târgovişte e Bucareste, restaurou os edifícios da corte arruinados c. 1640.
Em 1655 Bucareste foi novamente devastada, durante a rebelião dos mercenários seimeni contra o governo de Constantin Șerban. As tropas rebeldes prenderam e executaram vários boiardos de alta patente antes de ser derrotadas por tropas da Transilvânia em junho de 1655. Constantin Şerban mandou construir vários edifícios importantes, mas foi também responsável por um fogo que provocou danos elevados, ateado para impedir Mihnea III e os seus aliados otomanos de ficarem com a cidadela intacta, após Constantin ter sido deposto pelos otomanos. O viajante otomano Evliya Çelebi conta que a cidade foi reconstruída tão rapidamente quanto foi destruída: «casas de pedra e tijolo [...] são poucas e desafortunadas, pois os seus chefes gâvur revoltam-se a cada sete ou oito anos e consequentemente os turcos e [seus aliados] os nogais deitam fogo à cidade; mas os habitantes, no mesmo ano restauram as suas pequenas mas robustas casas». No início da década de 1660 Bucareste foi afetada por um surto de fome e por uma epidemia de peste bubónica. Em 1675 correu outra epidemia de peste.

### Final do século XVII

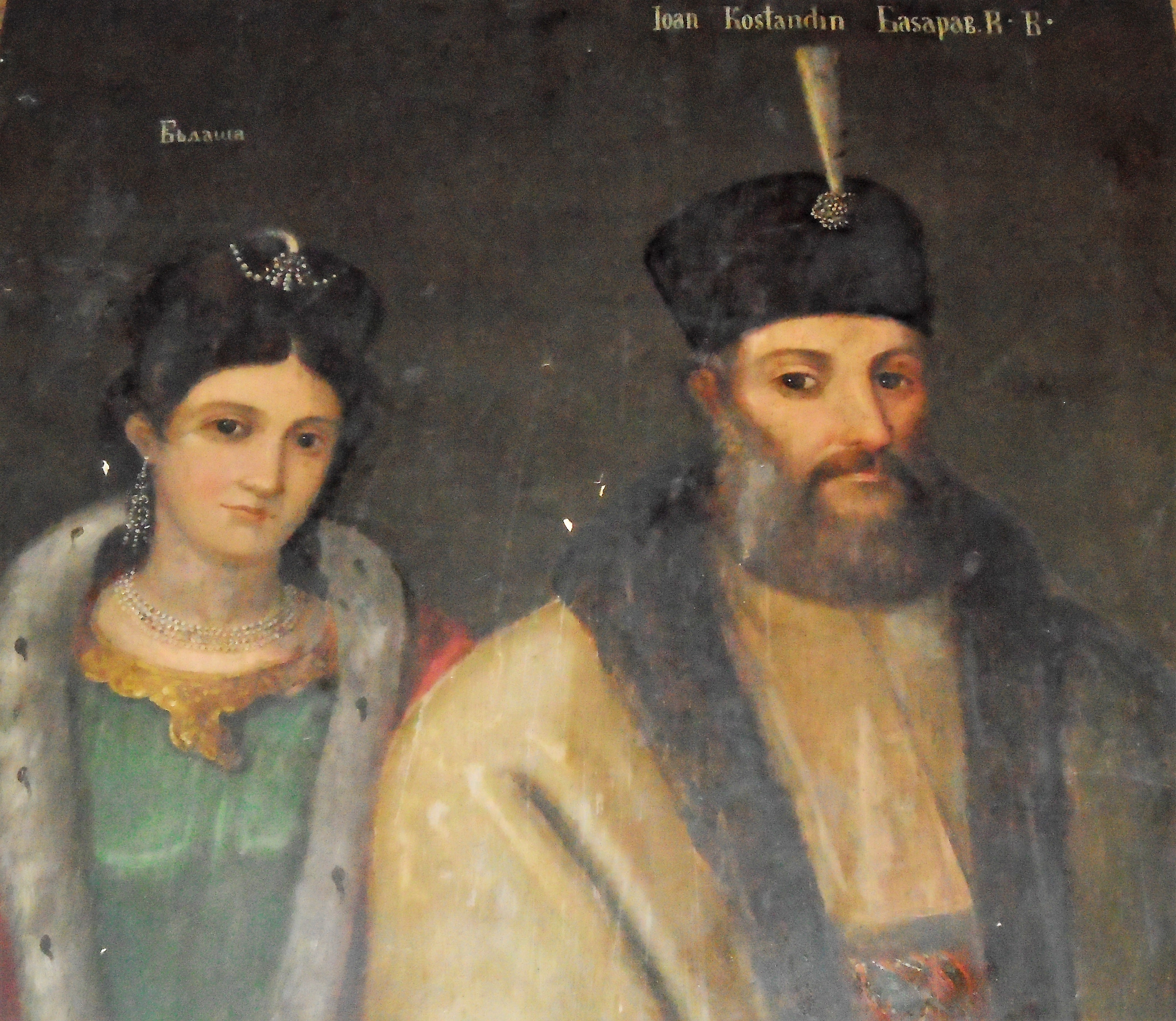
r.

Entre o reinado de Gheorghe Ghica (r. 1659–1660) e o fim do reinado de Estêvão Cantacuzino (r. 1714–1716), Bucareste viveu um período de relativa paz e prosperidade, não obstante a prolongada rivalidade entre as famílias Cantacuzino e Băleanu e, posteriormente, pela deterioração das relações entre os Băleanu e os Craiovești.
O apogeu desse período aúreo ocorreu durante os reinados de Şerban Cantacuzino (r. 1678–1688) e de Constantino Brâncoveanu (r. 1688–1714), quando a cidade abraçou o Renascimento numa forma original conhecida como o estilo Brâncovenesc. A cidade também cresceu, passando a integrar a área de Cotroceni, foi dotada de estalagens mantidas por príncipes e das primeiras instituições de ensino, como o Colégio de São Sava, fundado em 1694. Brâncoveanu renovou a Curtea Veche (onde provavelmente funcionou a nova versão do conselho de boiardos) e construiu dois novos palácios. Um desses palácios, o Mogoșoaia, é de estilo veneziano e destaca-se pela sua lógia. Outra obra desse período foi a rua atualmente chamada Calea Victoriei, em terrenos que faziam parte da floresta Codrii Vlăsiei.

## Era fanariota

### Primeiros fanariotas

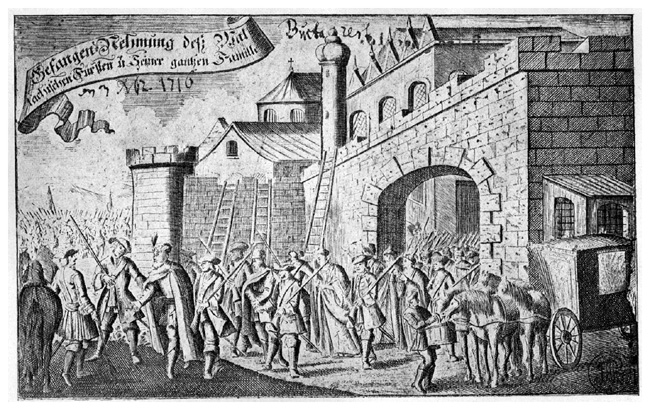
Gravura da captura em 1716 por tropas austríacas na Corte Velha de Bucareste de, o primeiro hospodar fanariota da Valáquia

Em 1716, a seguir à rebelião antiotomana de Ştefan Cantacuzino e no contexto da Grande Guerra Turca, os otomanos colocaram no governo da Valáquia fanariotas (gregos) da sua confiança. O primeiro desses governantes fanariotas foi Nicolau Mavrocordato, que anteriormente tinha reinado na Moldávia. Os fanariotas marcaram decisivamente o desenvolvimento de Bucareste em vários aspetos. Durante esse tempo, a cidade foi a capital sem rival, tendo sido favorecida pela diminuição de importância do senhorialismo e dos centros rurais; o estatuto de boiardo (nobre) passou a depender principalmente de cargos na administração e muitos destes estavam centrados na residência do príncipe. Um exemplo desses cargos políticos importantes era, depois de 1761, o banato da Olténia.
O governo do príncipe Nicolau (r. 1715–1716 ; 1719–1730) coincidiu com uma série de calamidades: um grande fogo, a primeira invasão dos Habsburgos durante a guerra austro-turca de 1716–1718 e outra epidemia de peste. Mas também foi um período de grandes acontecimentos culturais, inspirados pelo iluminismo, como a criação de uma biblioteca principesca mantida pelo académico Stephan Bergler, que teve vida breve. Grigore II Ghica e Constantino Mavrocordato desenvolveram a infraestrutura comercial da cidade e dotaram-na de um grande mercado, situado provavelmente na área de  Lipscani, e de uma alfândega. Em 1737, durante a guerra austro-turca de 1737-1739, a cidade foi novamente atacada pelos Habsburgo e saqueada por nogais, antes de sofrer mais uma grande epidemia de peste, que voltou a correr várias vezes na década de 1750. A economia também declinou ligeiramente, devido à disputa de cargos oficiais entre gregos, levantinos e locais.

### Guerras russo-turcas
Bucareste foi ocupada duas vezes por tropas imperiais russas durante a guerra russo-turca de 1768–1774. A primeira teve o apoio dos rebeldes boairdos antiotomanos liderados por Pârvu Cantacuzino. A segunda inavsão foi protagonizada pelo general Nicolas Repnine. O tratado que pôs fim à guerra foi parcialmente negociado em Bucareste.

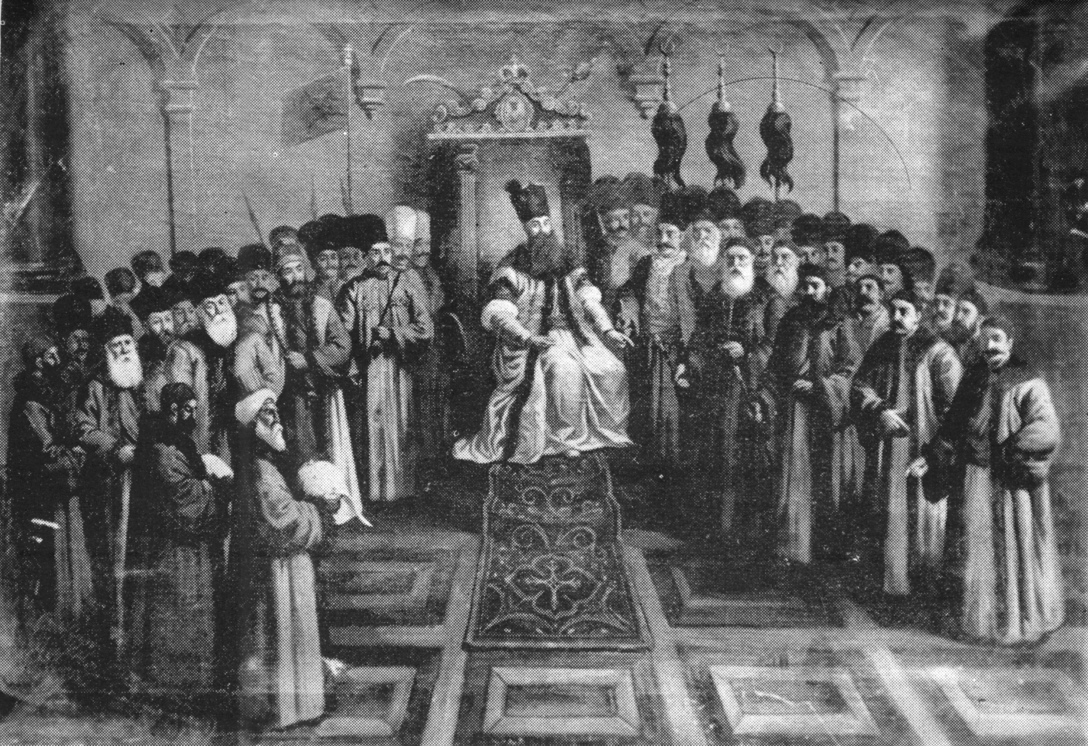
r. no Conselho dos Boiardos

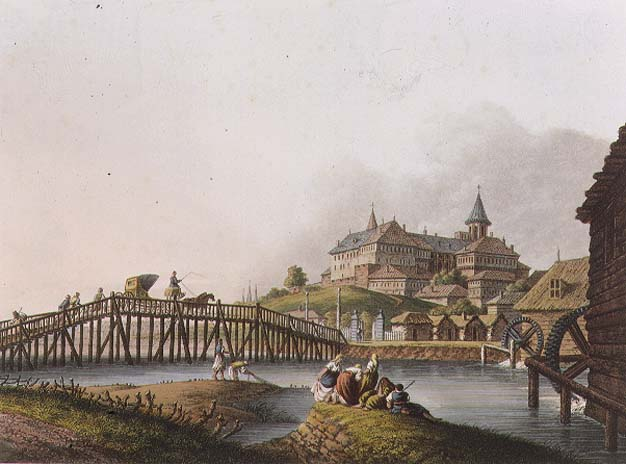
Gravura de 1837 dos moinhos de água do Dâmbovița, nos arrabaldes de Bucareste, com o Dealul Spirii e o ao fundo

Durante o reinado de Alexandru Vodă Ipsilanti (r. 1775–1782; 1796–1797) foram levadas a cabo obras de grande envergadura para abastecer a cidade de água potável. A Curtea Veche, que tinha sido destruída pelos conflitos anteriores, foi substituída em 1776 por uma nova residência principesca na colina de Spirea (Dealul Spirii), a Curtea Nouă ("Corte Nova"). As obras prosseguiram durante o reinado de Nicolau Mavrogenes.
Em 1787 eclodiu outra guerra russo-austro-turca e em 1789 Mavrogenes retirou em face duma nova invasão austríaca comandada pelo príncipe Josias de Saxe-Coburgo. Apesar disso, de outras epidemias , dos pesados impostos decretados por Constantino Hangerli e do grande sismo de 4 de outubro de 1802, a que se seguiram outros em 1804 e 1812, a população da cidade continuou a aumentar. Durante a guerra russo-turca de 1806–1812, tropas russas comandadas por Mikhail Miloradovich entraram em Bucareste no final de dezembro de 1806 para devolver o poder a Constantino Ypsilantis. Foi durante o governo deste último que foi construído o Hanul lui Manuc, um caravançarai ainda existente atualmente, que é a estalagem mais antiga de Bucareste.
Depois da paz ter sido assinada em Bucareste, o governo de João Caragea trouxe uma série de eventos culturais e sociais à cidade, como uma lei reformista, o primeiro voo em balão de ar quente do país, a primeira representação teatral, a primeira fábrica de vestuário, a primeira tipografia privada e a primeira escola em língua romena, fundada por Gheorghe Lazăr. Porém, o governo de João Caragea foi ensombrado por mais uma epidemia devastadora de peste em 1813 e 1814, que matou entre 25 000 e 40 000 pessoas e ficou conhecida pela "peste de Caragea". As fontes históricas dessa época indicam que na cidade havia áreas densamente povoadas que alternavam com extensas hortas e pomares, o que torna impossível calcular a área urbana.
A revolução de 1821 na Valáquia e Moldávia, coordenada com guerra da independência grega, iniciada no mesmo ano, teve como consequência que Bucareste ficasse brevemente sob o controlo do líder pandur Tudor Vladimirescu. Pouco depois, a cidade foi ocupada por tropas da Filikí Etería comandadas Alexandre Ypsilanti, antes das violentas represálias dos otomanos, que terminaram com um massacre em agosto de 1821 no qual foram mortas mais de 800 pessoas.

## Kiselyov e Alexandre II Ghica
A nomeação de Grigore IV Ghica (r. 1822–1828) como príncipe da Valáquia pela Sublime Porta foi aclamada pela população de Bucareste. De origem albanesa, a família Ghica tinha fortes ligações aos fanariotas e alguns dos seus membros foram príncipes da Valáquia e da Moldávia durante o chamado período fanariota, mas apesar disso é considerado o primeiro príncipe não fanariota da Valáquia desde o início do século XVIII. Durante o seu reinado foi construída uma residência principesca neoclássica em Colentina, foram restauradas as pontes do rio Dâmboviţa e foram expulsos os clérigos estrangeiros que competiam com valaquianos pelos cargos religiosos. Porém, foi também um período de impostos elevados e de vários fogos graves.

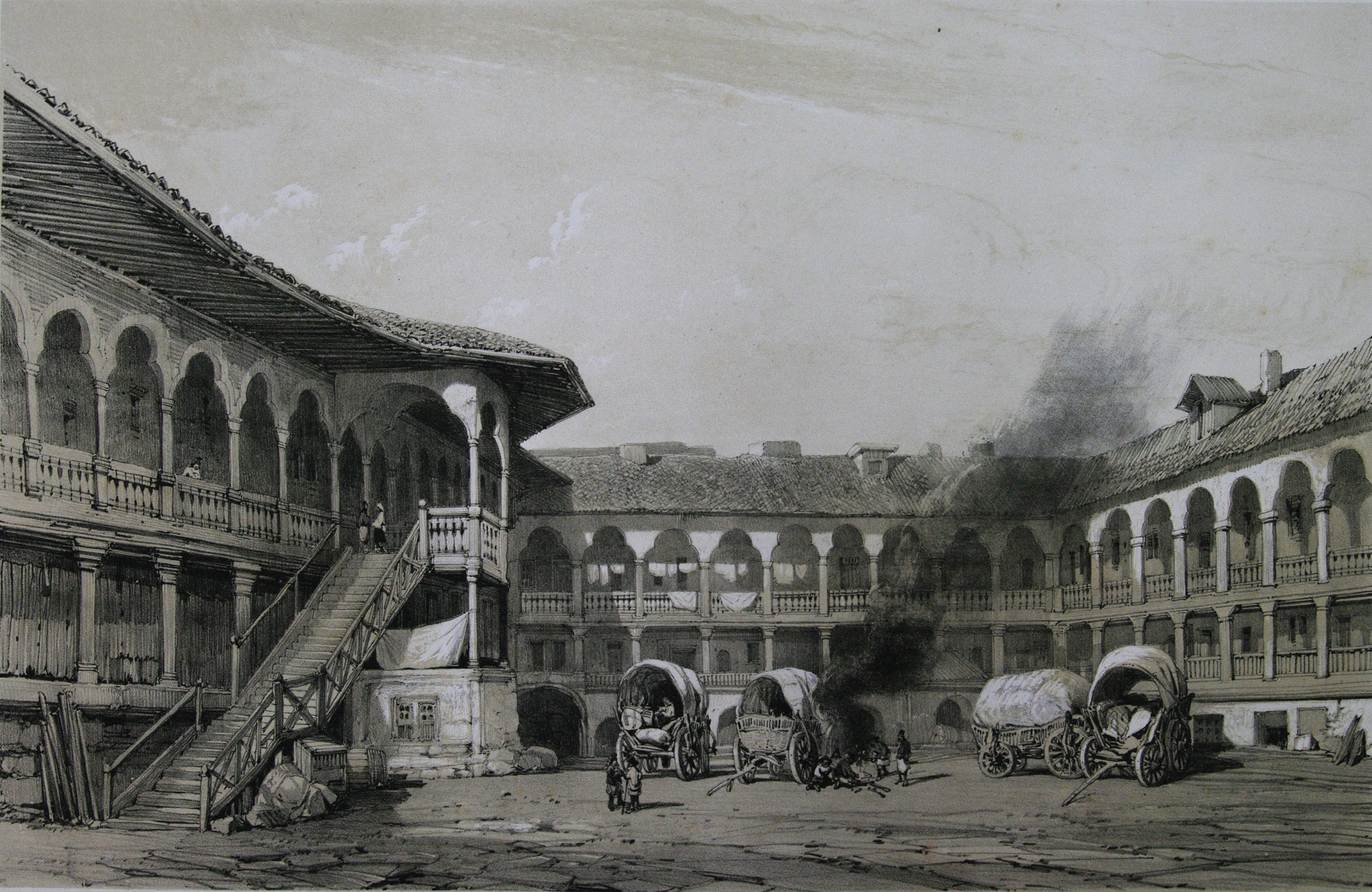
O ' em 1841, um caravançarai ainda existente atualmente, que é a estalagem mais antiga de Bucareste (aberta em 1808)

Grigore IV Ghica foi removido do poder durante a guerra russo-turca de 1828–1829, quando tropas russas invadiram Bucareste em 16 de maio de 1828. Quando a guerra acabou, o Tratado de Adrianópolis todos os Principados do Danúbio passaram a ter governadores militares russos (ainda que formalmente mantivessem a suserania otomana), para garantir o pagamento pelos otomanos das indemnizações de guerra.
O primeiro governador militar russo, Pedro Zheltukhin, esteve no cargo durante pouco tempo. Seguiu-se o longo e muito  marcante mandato de Pavel Kiselyov (também conhecido por Pyotr Kiseleff; 24 de novembro de 1829 a 1843), durante o qual os dois principados tiveram o seu primeiro documento legal semelhante a uma constituição, o Regulamentul Organic ("Estatuto Orgânico"), o qual foi negociado na capital da Valáquia. Kiselyov residiu em Bucareste e empenhou-se no bom governo da cidade. Atuou contra as epidemias de peste e cólera de 1829 e 1831, instituiu uma "comissão de embelezamento da cidade" que incluía médicos e arquitetos, pavimentou muitas das ruas centrais com calçada de pedra (em vez de pranchas de madeira, como era tradicional até então), drenou os pântanos que existiam nas margens do Dâmboviţa, construiu fontanários públicos e marcou os limites da cidade, que antes eram vagos e flutuantes. A cidade tinha então um perímetro de 19 km, o qual era guardado por patrulhas e barreiras. Durante o seu mandato foram também abertas as ruas Calea Dorobanţilor and Şoseaua Kiseleff, que constituíam os principais eixos norte-sul, a cidade foi mapeada, foi realizado um censo e foi melhorado o serviço de bombeiros. Durante o mandato de Kiselyov Bucareste foi dotada duma guarnição, pertencente ao então criado  Exército da Valáquia. O intelectual francês Marc Girardin visitou a cidade e mudança nessa altura e descreveu-a como extraordinariamente cosmopolita e de contrastes extremos.
Quando a ocupação russa terminou em 1834, o trono do principado foi ocupado por Alexandre II Ghica (r.1834  1842). Durante o seu primeiro mandato, que durou até 1842, a concessão de direitos comerciais aos Principados e a integração de Brăila na Valáquia assegurou um renascimento económico. Foram pavimentadas mais ruas e foi construído um novo palácio principesco, que depois seria substituído pelo muito maior palácio real, onde atualmente está alojado o Museu Nacional da Roménia. A cidade foi afetada por um sismo de pouca gravidade em janeiro de 1838 e por uma grande cheia em março de 1839.

## Décadas de 1840 e 1850

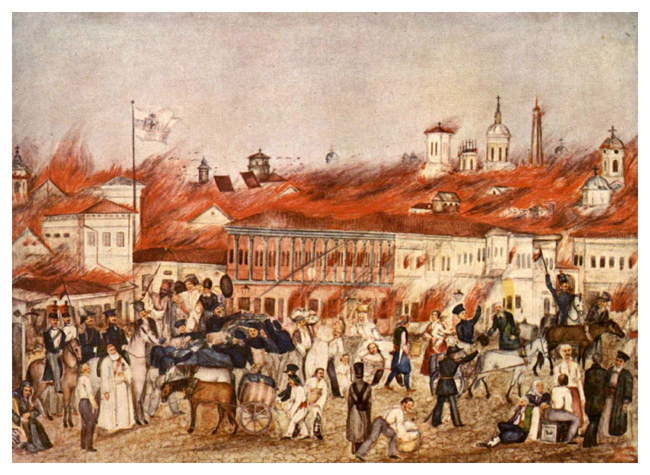
O de 1847

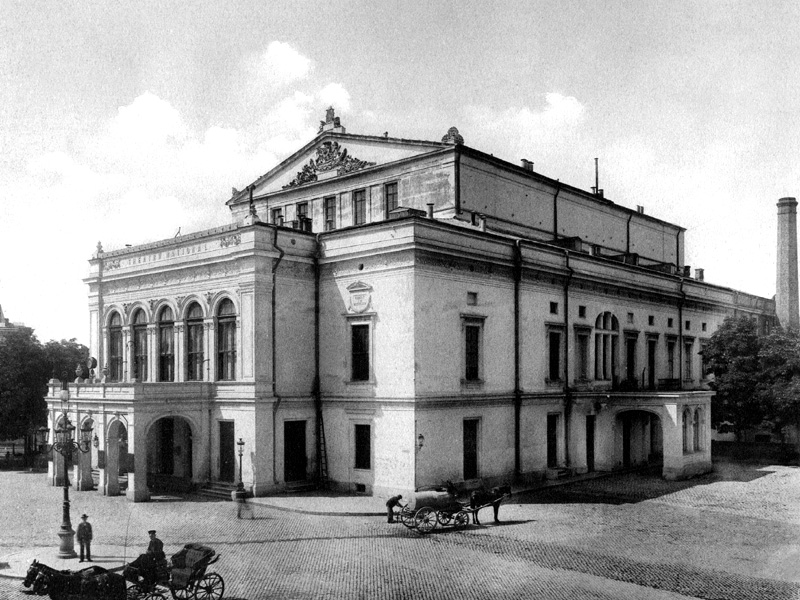
Antigo edifício do Teatro Nacional de Bucareste, mandado construir pelo príncipe Gheorghe Bibescu

O príncipe Gheorghe Bibescu (r. 1843–1848) completou uma rede de abastecimento de água, empreendeu obras em jardins públicos, iniciou a construção do Teatro Nacional e fez melhoramentos nas estradas que ligavam a cidade a outros centros da Valáquia. Em 23 de março de 1847, o Grande Fogo de Bucareste consumiu cerca de duas mil casas, ou seja, aproximadamente um terço da cidade.
Pressionado pelos revolucionários liberais, que publicaram a Proclamação de Islaz atacando o sistema conservador e cada vez mais abusivo sistema do "Estatuto Orgânico", atacado na rua por um grupo de jovens e enfretando a oposição do exército, em 12 de junho de 1848 Gheorghe Bibescu aceitou coabitar com um governo provisório inspirado nas revoluções europeias desse ano; apenas um dia depois renunciou ao trono. O novo executivo, apoiado por manifestações no campo de Filaret, que reuniram a classe média de Bucareste com camponeses dos arrabaldes em 27 de junho e 25 de agosto, publicou uma série de leis reformistas que provocaram a animosidade do czar russo Nicolau I, que pressionou a Sublime Porta para esmagar o movimento liberal na Valáquia. A proposta de reforma agrária também levou um grupo de boiardos, liderados por Ioan Solomon, a atacar e prender o governo em 1 de julho. O governo foi libertado nesse mesmo dia pela reação da população e do ataque liderado por Ana Ipătescu ao edifício do governo ocupado pelos conspiradores.
O sultão otomano Abdul Mejide I, a quem agradava o cariz antirrusso da revolta, pressionou os revolucionários para aceitar uma mudança menor na estrutura do executivo: o governo provisório cedeu a posição a uma regência mais moderada (Locotenenţa Domnească), a qual, no entanto, também não foi reconhecida pela Rússia. O risco de mais uma guerra com a Rússia levou Abdul Mejide a rever a sua posição e enviou Fuat Paxá como seu observador para Bucareste. Ao mesmo tempo, instalou-se o pânico na cidade devido à possibilidade duma invasão russa e ao golpe de estado de êxito breve levado a cabo pelo metropolita Neofit II contra a revolução. Em 18 de setembro, multidões de revolucionários invadiram o Ministério do Interior, destruíram as listas de títulos e privilégios dos boiardos e forçaram Neofit a lançar um anátema sobre o "Estatuto Orgânico", o que fez com que Fuat Paxá fizesse invadir a cidade por tropas otomanas. Estas só encontraram resistência por parte de um grupo de bombeiros estacionados na colina de Spirea, com quem se envolveram num tiroteio após um incidente que foi entendido como uma provocação.
A cidade continuou ocupada pelas tropas otomanas até ao fim de abril de 1851. Dois anos depois seria novamente ocupada por tropas russas durante a Guerra da Crimeia, entre 15 de julho de 1853 e 31 de julho de 1854). Os russos entregaram provisoriamente o governo da cidade a uma administração austríaca, que durou até ao Tratado de Paris de 1856. As sucessivas administrações estrangeiras fizeram alguns melhoramentos na cidade, como a construção do cemitério Bellu e dos jardins Cişmigiu, a instalação de telégrafos e iluminação pública a petróleo, criação de novas escolas e academias e a realização de uma mapa completo da cidade. O pálácio Ştirbei, associado ao príncipe Barbu Dimitrie Ştirbei, também data desse período.

## Capital dos Principados Unidos

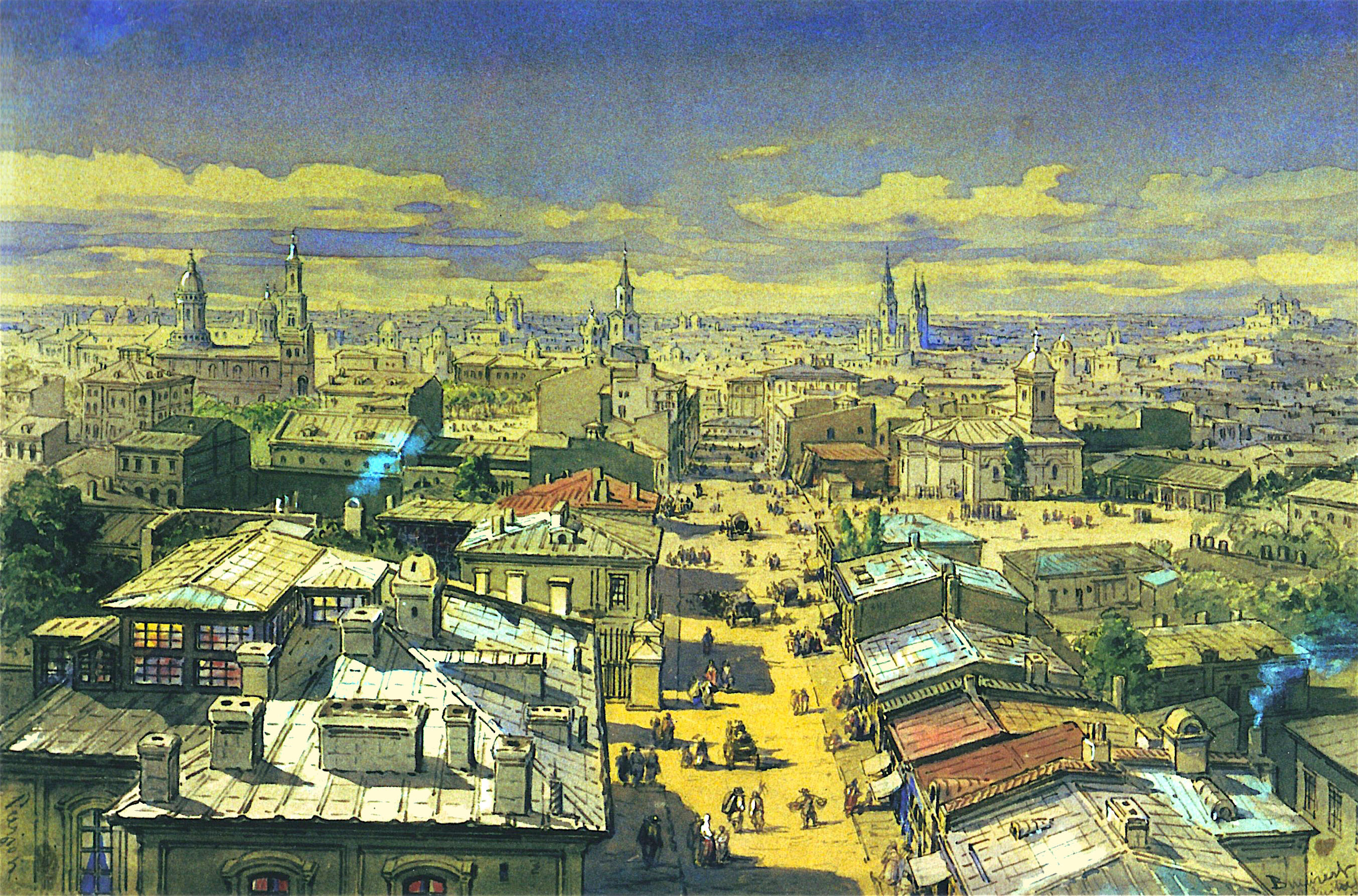
Aguarela com uma vista de Bucareste de Amedeo Preziosi, 1868

O Tratado de Paris previa a criação de  divãs ad hoc na Moldávia e na Valáquia, a primeira ocorrência de advocacia da união dos dois principados. Bucareste só enviou para esses novos fóruns delegados do Partido Nacional, mas a maioria dos delegados da Valáquia eram conservadores antiunionistas. Em 22 janeiro de 1859, os membros do Partido Nacional decidiram votar  para príncipe no candidato moldavo, o coronel Alexandre João Cuza, que já tinha sido eleito em Iaşi. As manifestações de rua forçaram os outros delegados a mudarem o seu voto a favor de Cuza, o que levou à criação dos Principados Unidos da Valáquia e da Moldávia, um estado com capital em Bucareste, onde também se situava o parlamento. Cuza governou com o título de Domnitor e mandou pavimentar as ruas da capital com melhores calçadas, criou várias escolas secundárias (ginásios) e sociedades académicas, entre elas a Universidade de Bucareste, além de ordenar a construção de várias fábricas metalúrgicas no distrito de Ilfov e de uma linha ferroviária entre Bucareste e o porto de Giurgiu, no rio Danúbio. Foi também durante o reinado de Cuza que as casas de tijolo e pedra se generalizaram na cidade.
Em 22 de fevereiro de 1866, uma coligação entre os liberais e os conservadores, desencantados com a tentativa de reforma agrária e o regime cada vez mais autoritário, levaram a cabo um golpe de estado, ocupando a residência de Cuza, que foi preso juntamente com a sua amante Marija Obrenović. Após um curto período de regência, em 22 de maio subiu ao trono Carlos I. Este esteve à beira de ser deposto devido às simpatias francófilas da maioria da população de Bucareste, após distúrbios com os residentes alemães da cidade em março de 1871, durante a guerra franco-prussiana. A queda do príncipe foi evitada pela nomeação como primeiro-ministro do conservador Lascăr Catargiu. No início da guerra russo-turca de 1877–1878, o apoio da população de Bucareste à intervenção russa contribuiu para a decisão dos otomanos de bombardearem a margem esquerda do Danúbio quando a independência da Roménia era proclamada pelo parlamento.

## Capital do Reino Romeno

### 1878–1919

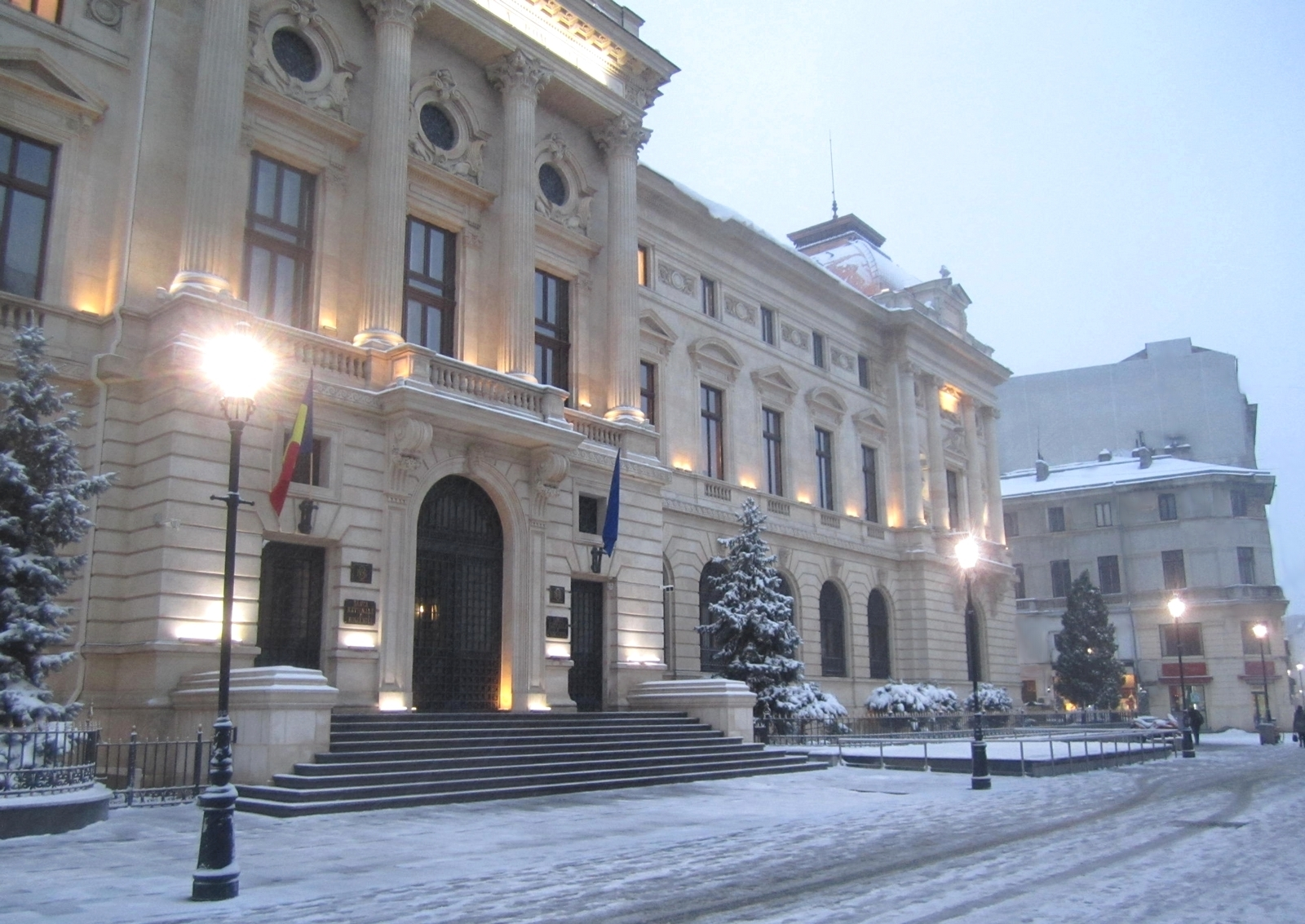
Sede original do Banco Nacional da Roménia, aberto de 1880

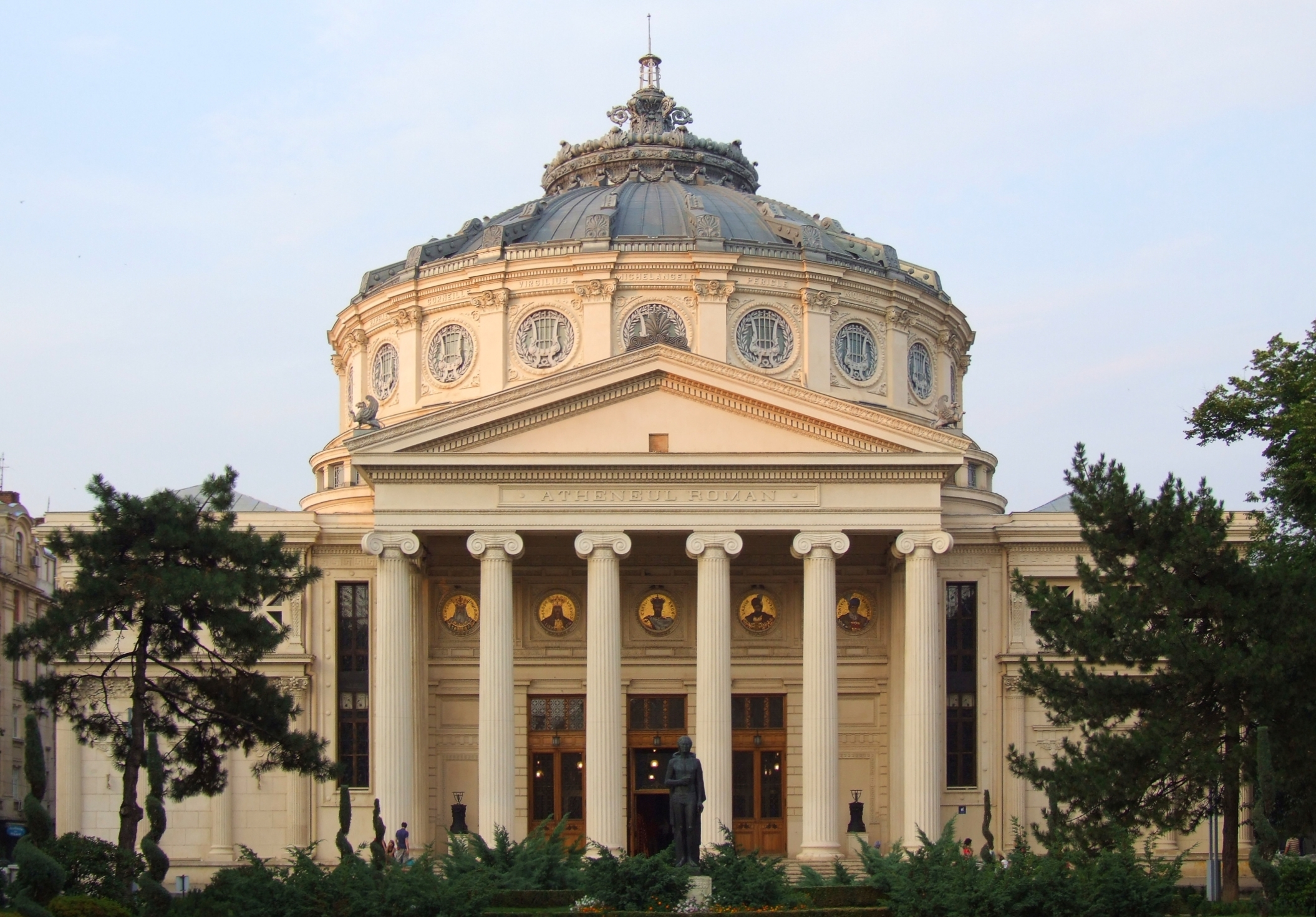
Ateneu Romeno

Durante os primeiros anos do reinado de Carlos I, Bucareste foi dotada de iluminação pública a gás, um sistema de transporte público com carros americanos, várias fábricas, edifícios administrativos, bulevares e várias residências privadas de grandes dimensões, como o Palácio Crețulescu. Foram também construídas nesse período as estações ferroviárias de Filaret (1869) e do Norte (1872). O Banco Nacional da Roménia abriu em abril de 1880 e foi a primeira e mais importante de várias instituições bancárias que surgiram pouco depois.
A partir de 1871, o Bulevar da Academia foi integrado num grande eixto na direção leste-oeste que cruzava a Estrada da Vitória, orientada na direção norte-sul. A construção destes dois grandes eixos cruzados prosseguiu até ao fim do século XIX e foi a grande obra do prefeito Emanuel Protopopescu. O seu sucessor Filipescu continuou a construir bulevares, um deles ligando o novo palácio de verão construído por Carlos I ao eixo leste-oeste.[carece de fontes?]
Depois da proclamação do Reino da Roménia em 1881, as obras de construção foram aceleradas. Em 1883 foi concluída a construção de um canal para alterar o curso do rio Dâmboviţa e evitar as inundações catastróficas como as de 1865, que tinham sido frequentes durante o reinado de Alexandre João Cuza. As obras deste canal implicaram a modificação dos bairros ribeirinhos. Foram também construídos vários edifícios importantes, nomeadamente o Ateneu Romeno. O horizonte urbano cresceu em altura; o Hotel Athénée Palace, com cinco andares, construído em 1914, foi o primeiro edifício da cidade a usar betão armado.
Em 1885–1887, após a Roménia ter rompido os seus laços económicos com a Áustria-Hungria, o desenvolvimento comercial e industrial da cidade acelerou devido ao fim dos constrangimentos anteriores. Até 1912, foram criadas 760 novas empresas na cidade e até 1940 mais umas quantas centenas. O uso de eletricidade, ainda que limitado, foi introduzido em 1882.
No auge da Campanha Romena da Primeira Guerra Mundial, em 6 de dezembro de 1916, Bucareste foi ocupada militarmente pelas Potências Centrais e o governo foi retirado para Iaşi. Dos 215 milhões de leus exigidos pelos invasores para cobrir as suas despesas, 86 foram pagos pela capital. Após o Armistício de Compiègne, as tropas alemãs retiraram de Bucareste e foi restabelecida uma administração romena no final de novembro de 1918. Entretanto, a cidade passou por uma crise social de grandes proporções; em 26 de dezembro de 1918, tropas dispararam sobre tipógrafos que estavam em greve, agitados pelo recém-criado Partido Socialista da Roménia. Ao mesmo tempo, o país encaminhava-se para o que acabaria por conduzir à criação da chamada Grande Roménia, confirmada pelos tratados de Saint-Germain-en-Laye, Neuilly-sur-Seine e Trianon.

### Período entreguerras

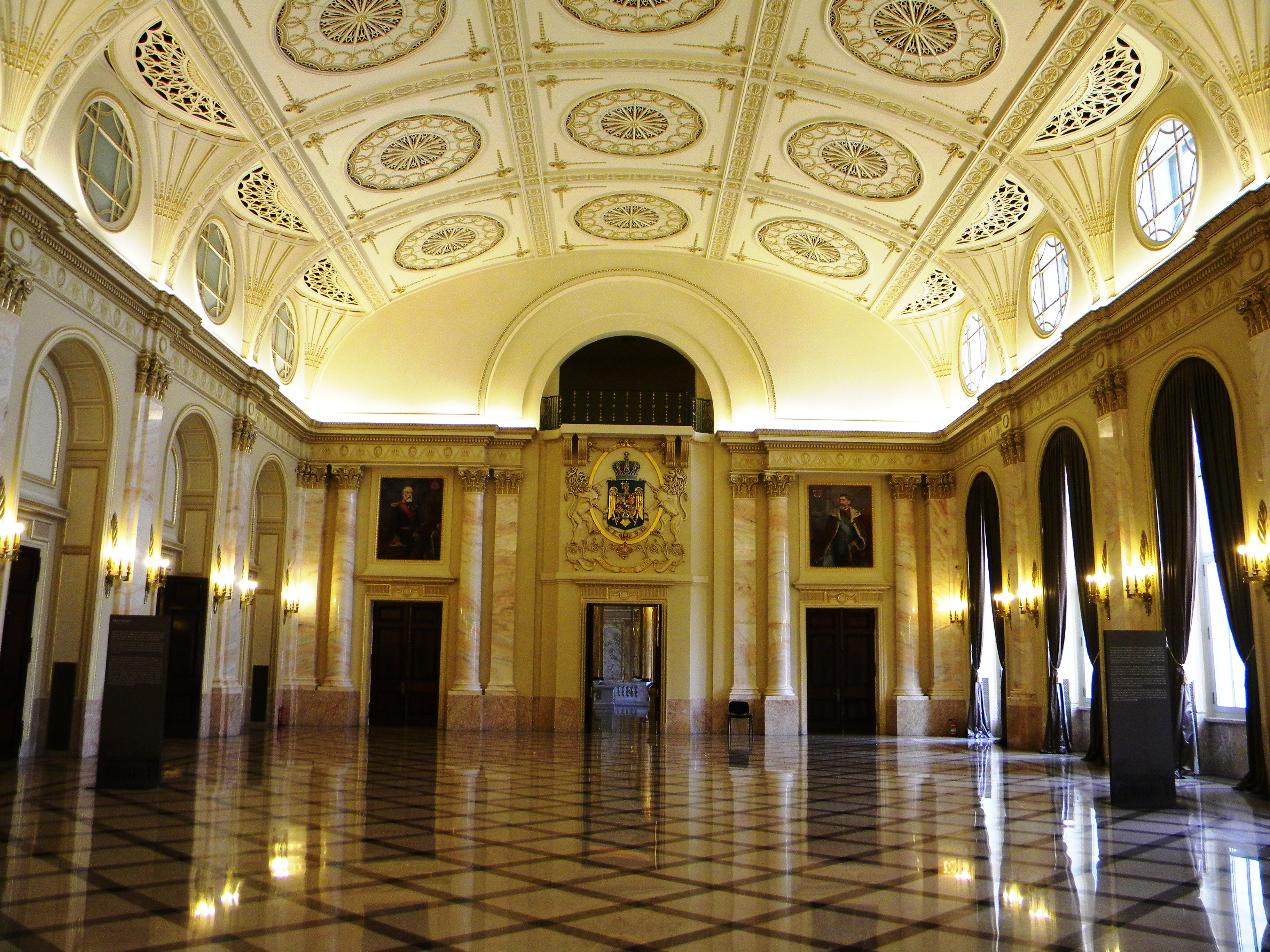
Sala do Trono do palácio real construído por r., atualmente o

A arquitetura elaborada e o estatuto da cidade como centro cultural cosmopolita grangeou o cognome de "Paris do Oriente" ou "Pequena Paris" (em romeno: Micul Paris). O desenvolvimento continuou durante a década de 1930, um dos períodos mais prósperos da história romena. Após 1928, a população cresceu 30 000 habitantes por ano e a área atingiu 78 km² em 1939 e foram criados novos bairros periféricos, como Apărătorii Patriei, Băneasa, Dămăroaia, Floreasca, Giuleşti, Militari e as primeiras avenidas na área de Titan. Em 1929, o velho sistema de carros americanos foi substituído por um de elétricos.
Em 1933, durante uma greve de trabalhadores ferroviários, estalou um motim, que terminou violentamente reprimido.[carece de fontes?]
Durante o reinado de Carlos II (r. 1930–1940), o panorama da cidade começou a mudar e foram erigidos numerosos edifícios e monumentos de estilo art déco e neorromeno, incluindo o novo palácio real, onde atualmente funciona o Museu Nacional de Arte da Roménia, a Academia Militar, o Arco do Triunfo, a Faculdade de Direito da Universidade de Bucareste, uma nova ala da Gare do Norte, o Estádio ONEF (depois chamado Estádio da República; demolido na década de 1980), o Palácio da Vitória, o Palácio dos Telefones, o Museu Dimitrie Gusti e o que é atualmente o Museu do Camponês Romeno. Foram escavados poços profundos para abastecer a cidade de água mais potável e o curso meridional do rio Argeș foi desviado. Os lagos da parte norte (Colentina, Floreasca, Herăstrău e Tei) foram limpos e deram origem ao anel de lagoas represadas e aos parques circundantes que existem atualmente.

### Década de 1940

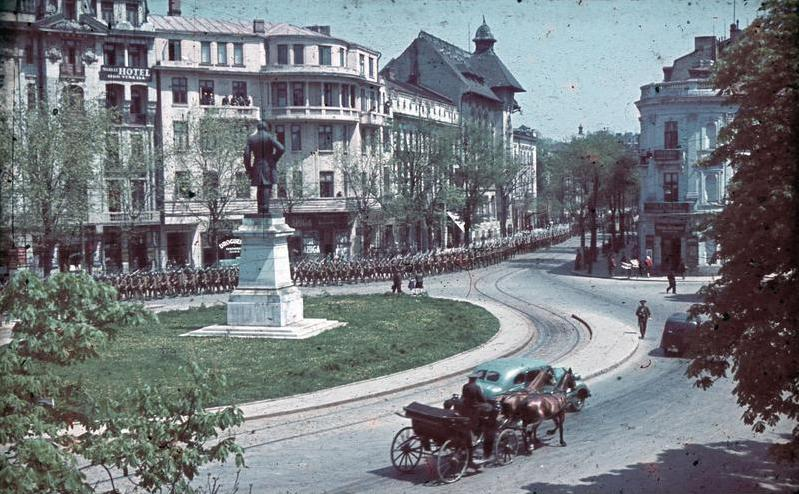
Desfile de tropas romenas na Praça Mihail Kogălniceanu de Bucareste em 1941

Bucareste testemunhou o aparecimento de três regimes fascistas consecutivos. O primeiro foi estabelecido em 1938 pelo rei Carlos II e a sua Frente de Renascimento Nacional (Frontul Renașterii Naționale). A eclosão da Segunda Guerra Mundial trouxe o Estado Nacional Legionário (Statul Național-Legionar; 6 de setembro de 1940 — 23 de janeiro de 1941), liderado pelo marechal Ion Antonescu, que no dia seguinte a ser nomeado primeiro-ministro forçou Carlos II a abdicar a favor do seu filho Miguel, que passou a ter um papel essencialmente cerimonial. O poder absoluto de Antonescu, que se autointitulou conducător, consolidou-se ainda mais após a sangrenta rebelião da Guarda de Ferro (21–23 de janeiro de 1941), a qual foi acompanhada por um grande pogrom na capital.
Na primavera de 1944, Bucareste foi alvo de intensos bombardeamentos aéreos da RAF e da USAF. Em 23 de agosto de 1944, o rei Miguel I protagonizou um golpe de estado que derrubou Antonescu e tirou o país do Eixo. A Roménia passou então a apoiar os Aliados, o que provocou represálias da Alemanha — em 23 3 24 de agosto, um bombardeamento em larga escala da Luftwaffe destruiu o Teatro Nacional de Bucareste e danificou outros edifícios, ao mesmo tempo que a Wehrmacht se envolveu em combates de rua com o exército romeno. Em 31 de agosto o Exército Vermelho soviético entrou em Bucareste.
Em fevereiro de 1945, o Partido Comunista Romeno organizou um protesto em frente ao palácio real, em que houve violência e terminou com a queda do governo de Nicolae Rădescu e na nomeação de um governo chefiado por Petru Groza e apoiado pelos comunistas. Em 8 de novembro desse ano, o Dia do Rei, o governo suprimiu manifestações pró-monárquicas, marcando o início da repressão política por todo o país.

## Era comunista
O regime comunista foi firmemente consolidado a seguir à proclamação da república popular em 30 de dezembro de 1947. Uma das principais intervenções urbanísticas dos primeiros líderes comunistas foi a construção de edifícios de estilo realista socialista, como a a Ópera Nacional de Bucareste (1953) e a Casa Scînteii (1956). Durante praticamente toda a era comunista a cidade cresceu imenso em população e em área. Começou por se expandir para oeste, leste e sul, com bairros onde predominam blocos de apartamentos, como Titan, Militari, Pantelimon, Dristor e Drumul Taberei.[carece de fontes?]
Durante a liderança de Nicolae Ceaușescu (1965–1989), grande parte das áreas históricas de Bucareste foram destruídas, incluindo antigas igrejas, para serem construídos os enormes edifícios do Centrul Civic, nomeadamente o Palácio do Parlamento, que substituiu a substituição de antigos edifícios numa área de cerca de 1,8 km². Esse processo de destruição e renovação urbanístico foi alcunhado de Ceaușima (Ceaușescu + Hiroxima, uma alusão ao bombardeamento nuclear daquela cidade japonesa). Além dos edifícios que deram continuidade ao realismo socialista, foram também erigidos vários grandes edifícios de estilo genericamente mais moderno, como a Sala Palatului, o Circul Globus e o Hotel InterContinental.[carece de fontes?]
Em 21 de agosto de 1968, o discurso de Ceauşescu condenando a invasão soviética da Checoslováquia levou muitos habitantes de Bucareste a juntarem-se aos Guardas Patrióticos, uma força paramilitar então criada para defesa contra uma possível reação militar soviética à nova posição política da Roménia.[carece de fontes?]
Em 4 de março de 1977, o sismo de Vrancea provocou 1 424 mortos em Bucareste e destruiu muitos edifícios antigos. Em 1979 foi inaugurado o Metropolitano de Bucareste, onde é patente a estética oficial.[carece de fontes?]
Quando o regime caiu, tinham começado a ser construída uma série de enormes mercados idênticos, oficialmente chamados "complexos agroalimentares" ou "fábricas de alimentos" e conhecidos popularmente como "circos de fome" (circ al foamei) devido às faltas de alimentos ocorridas na década de 1980. Outra grande obra inacabada desse tempo é o Canal Danúbio–Bucareste.[carece de fontes?]

## De 1989 ao presente
Durante a revolução de 1989, que começou em Timișoara a 16 de dezembro, Bucareste foi palco de uma rápida sucessão de eventos importantes entre 20 e 22 de dezembro, que levaram à queda do regime comunista de Ceauşescu. Descontentes com algumas das consequências da revolução, associações de estudantes e outras organizações, nomeadamente a Aliança Cívica, organizaram manifestações de protesto contra o governo da Frente de Salvação Nacional em 1990, naquilo que ficou conhecido como a Golaniada (abril-junho de 1990). Os protestos foram violentamente reprimidos pelos mineiros do vale de Jiu em 14 e 15 de junho, no que ficou conhecido como a Mineriadă de junho. Outra movimentação dos mineiros, a Mineriadă de setembro de 1991, esteve na origem da queda do governo de Petre Roman.[carece de fontes?]
Depois de 2000, devido ao início do boom económico da Roménia, a cidade começou a ser modernizada e desde então várias áreas históricas foram restauradas. Em 1992, a primeira ligação à Internet teve lugar na Universidade Politécnica de Bucareste.[carece de fontes?]
Em  30 de outubro de 2015, um fogo na discoteca Colectiv provocou 64 mortos e 147 feridos.

## História administrativa e económica

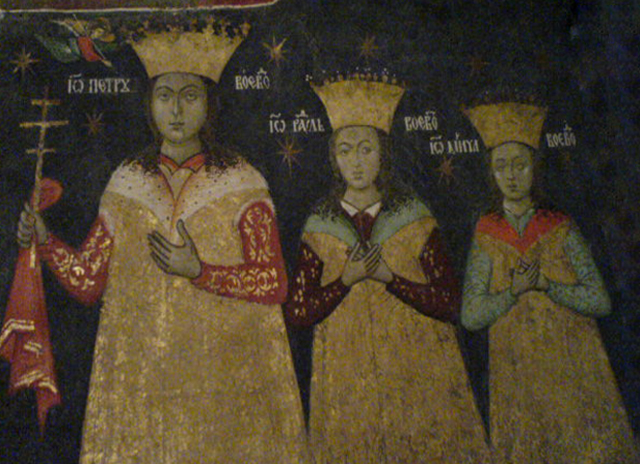
O príncipe Pedro, o Jovem e os seus irmãos Radu e Mircea

A menção mais antiga a uma administração local da cidade data de 1563, quando reinava Pedro, o Jovem (Petru cel Tânăr) e um grupo de pârgari (vereadores ou conselheiros municipais) assinou a compra de uma propriedade. Os limites da cidade, estabelecidos por Mircea Ciobanul (r. 1545–1559) foram confirmados por Mateus Basarab na década de 1640, mas os limites interiores entre propriedades manteve-se muito caótico e eram geralmente confirmados periodicamente pelo Județ e os seus pârgari. O privilégio de autogoverno foi negado aos habitantes de Bucareste pelo príncipe Constantino Brâncoveanu (r. 1688–1714) e durante a vigência do Estatuto Orgânico, no século XIX. Em 1831, a população foi autorizada a eleger um conselho local e teve direito a um orçamento local. O conselho municipal foi expandido durante o reinado de Alexandre João Cuza (r. 1859–1866), quando foi eleito o primeiro prefeito de Bucareste, Barbu Vlădoianu.
As guildas (bresle ou isnafuri), que cobriam uma vasta gama de ofícios e eram definidas por área de negócio ou etnicidade, formavam unidades autoadministradas entre o século XVII e o final do século XIX. Vários isnafuri da área de Lipscani deram os seus nomes a ruas que ainda hoje existem. Apesar de não terem deveres de defesa bem estipulados, dado que Bucareste não era fortificada, tornaram-se a base do recrutamento militar da na pequena guarnição da cidade. As guildas de comerciantes tornaram-se predominantes sobre as dos artesãos durante o século XIX e todas as guildas autóctones colapsaram ante a concorrência dos comerciantes grossistas sudiți (protegidos por diplomatas estrangeiros), tendo desaparecido completamente depois de 1875, quando importações de produtos feitos em série provenientes da Áustria-Hungria inundaram o mercado.

## História religiosa

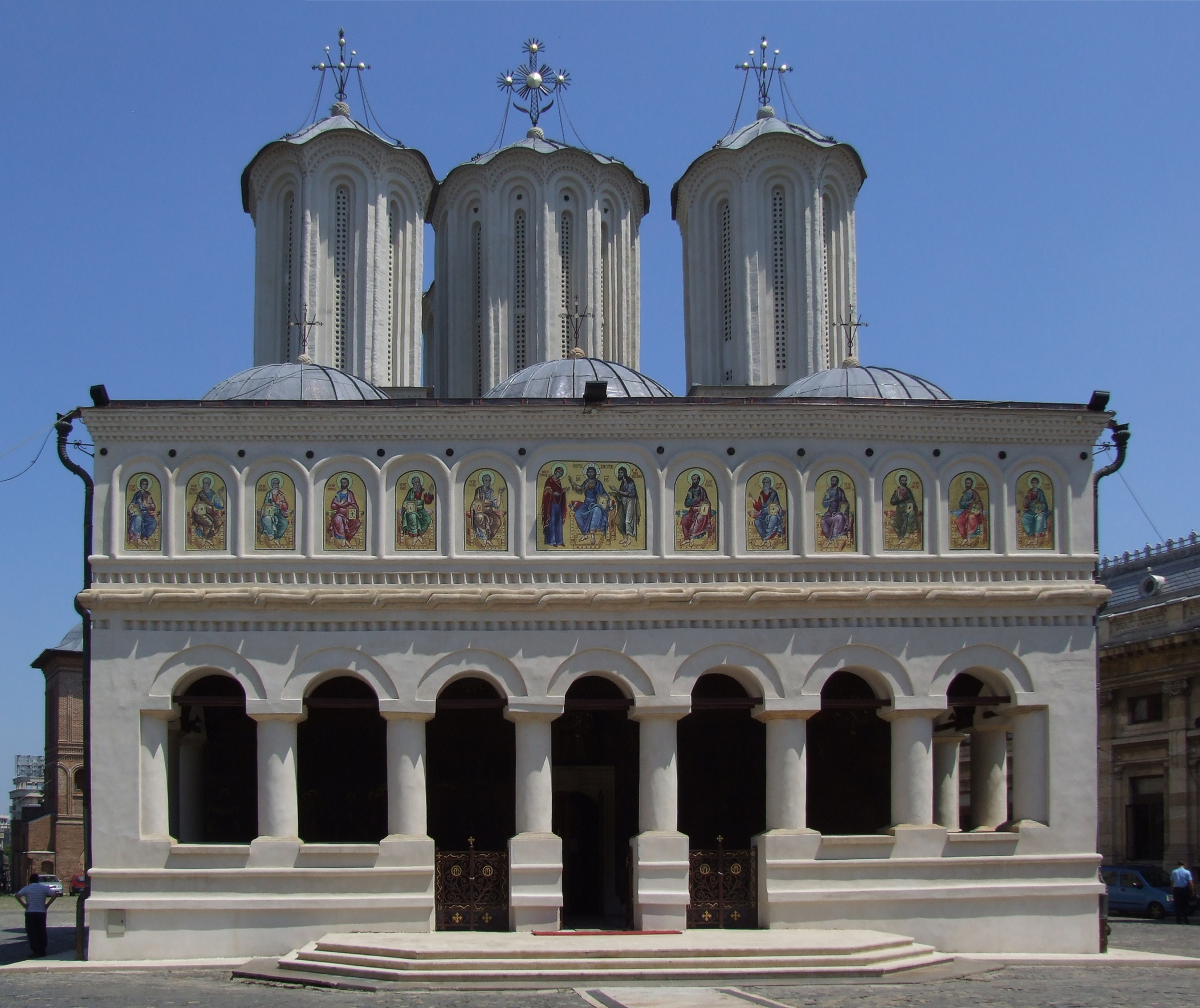
, construída no século XVII

Bucareste é a sede do Patriarcado da Igreja Ortodoxa Romena, uma das igrejas ortodoxas em comunhão com Patriarcado Ecuménico de Constantinopla, e também das suas subdivisões, a Metrópole da Munténia e Dobruja e da Arquidiocese de Bucareste.[carece de fontes?]
A cidade é também sede doutras organizações religiosas, como a arquidiocese católica de Bucareste (criada em 1883), a  Eparquia de São Basílio, o Grande da Igreja Greco-Católica Romena (fundada em 2014), da arquidiocese e conselho da eparquia local da Igreja Apostólica Arménia e da Federação das Comunidades Judaicas da Roménia.[carece de fontes?]
No tempo de Nicolae Ceaușescu, foram demolidos vários locais religiosos para darem lugar a blocos de apartamentos e outros edifícios. Um desses locais foi o Mosteiro de Văcăreşti, que foi derrubado durante as obras para alargar o lago Văcăreşti.[carece de fontes?]

### Igreja Ortodoxa Romena
Durante grande parte da história de Bucareste, os seus bairros tinham os nomes das igrejas ortodoxas mais importantes que neles existiam. O primeiro monumento religioso importante na cidade foi a igreja da Curtea Veche (Corte Velha), erigida por Mircea Ciobanul na década de 1550, a que se seguiu o Mosteiro de Plumbuita, consagrado por Pedro I (Petru cel Tânăr; r. 1559–1568).[carece de fontes?]
Constantino Șerban erigiu a Igreja Metropolitana (atualmente a Catedral Patriarcal) em 1658, transferindo a sé da diocese de Târgoviște para Bucareste em 1668. Em 1678, durante o reinado de Şerban Cantacuzino, a diocese tinha uma prensa móvel, que publicou a primeira edição em romeno da Bíblia (a Bíblia de Cantacuzino).

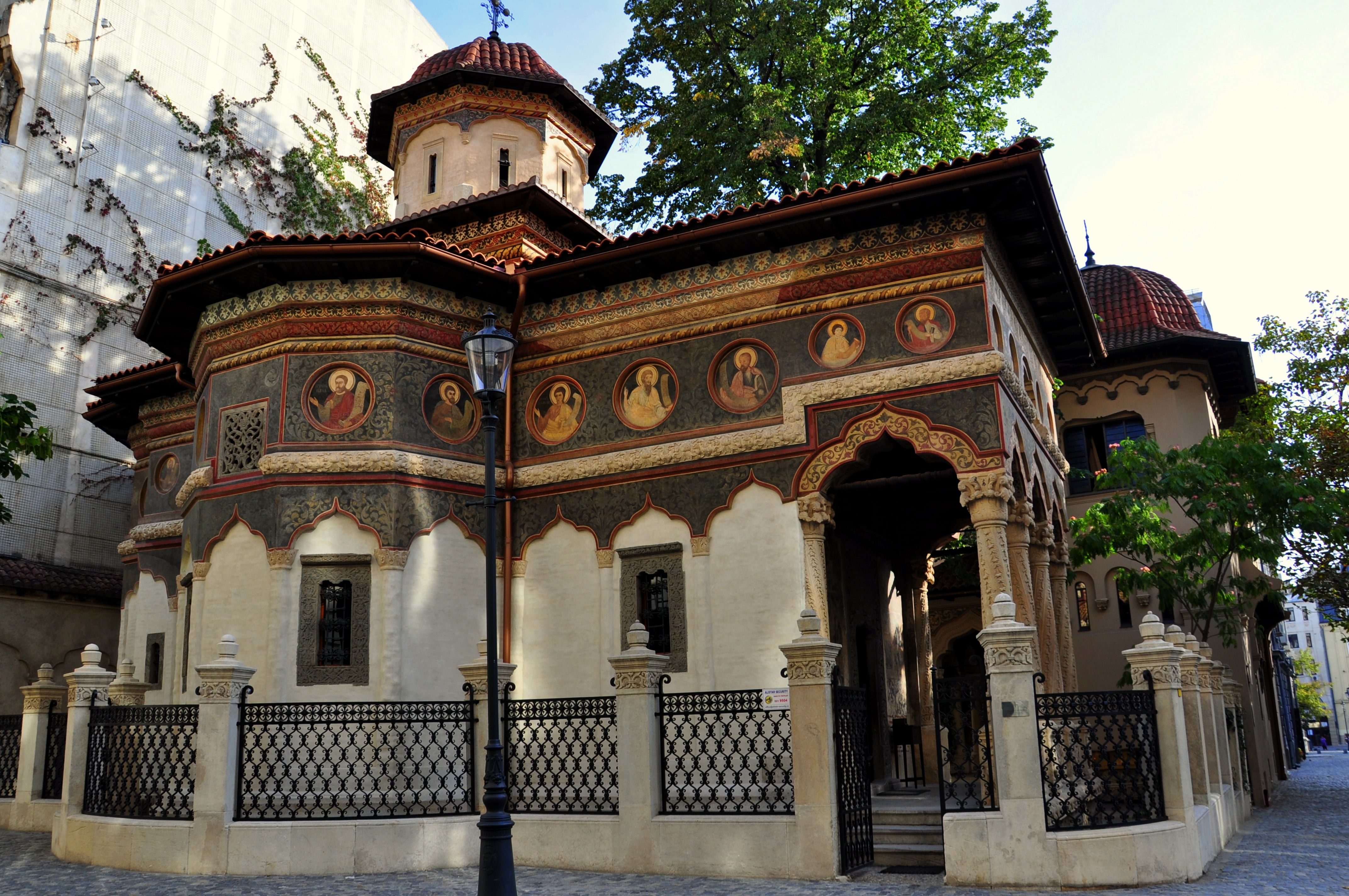
Igreja do Mosteiro de Stavropoleos (século XVIII)

Durante o grande desenvolvimento urbano ocorrido durante os reinados do príncipes Şerban e do seu sucessor Constantino Brâncoveanu foram construídas numerosas estruturas religiosas, incluindo o mosteiro de Antim, o Ibérico (1713–1715) e a Igreja de Kretzulescu, mandada construir pelo boiardo Iordache Creţulescu em 1722, numa altura em que a maior parte dos novos locais de culto da cidade eram construídos por guildas de comerciantes.
Os governantes fanariotas consagraram vários locais de culto, nomeadamente o Mosteiro de Văcăreşti (1720), um edifício monumental de estilo bizantino tardio, e a igreja do Mosteiro de Stavropoleos (1724), ambos construídos durante o reinado de Nicolau Mavrocordato; as igrejas de Popa Nan (1719), Domnița Bălașa (1751), de São Pantaleão (1752), Schitu Măgureanu (1756), Icoanei (1786) e Amzei (c. 1808).
Na primeira metade do século XX, durante o período entreguerras, foram também construídas numerosos edifícios religiosos ortodoxos — até 1944 foram construías 23 igrejas.

### Judeus em Bucareste

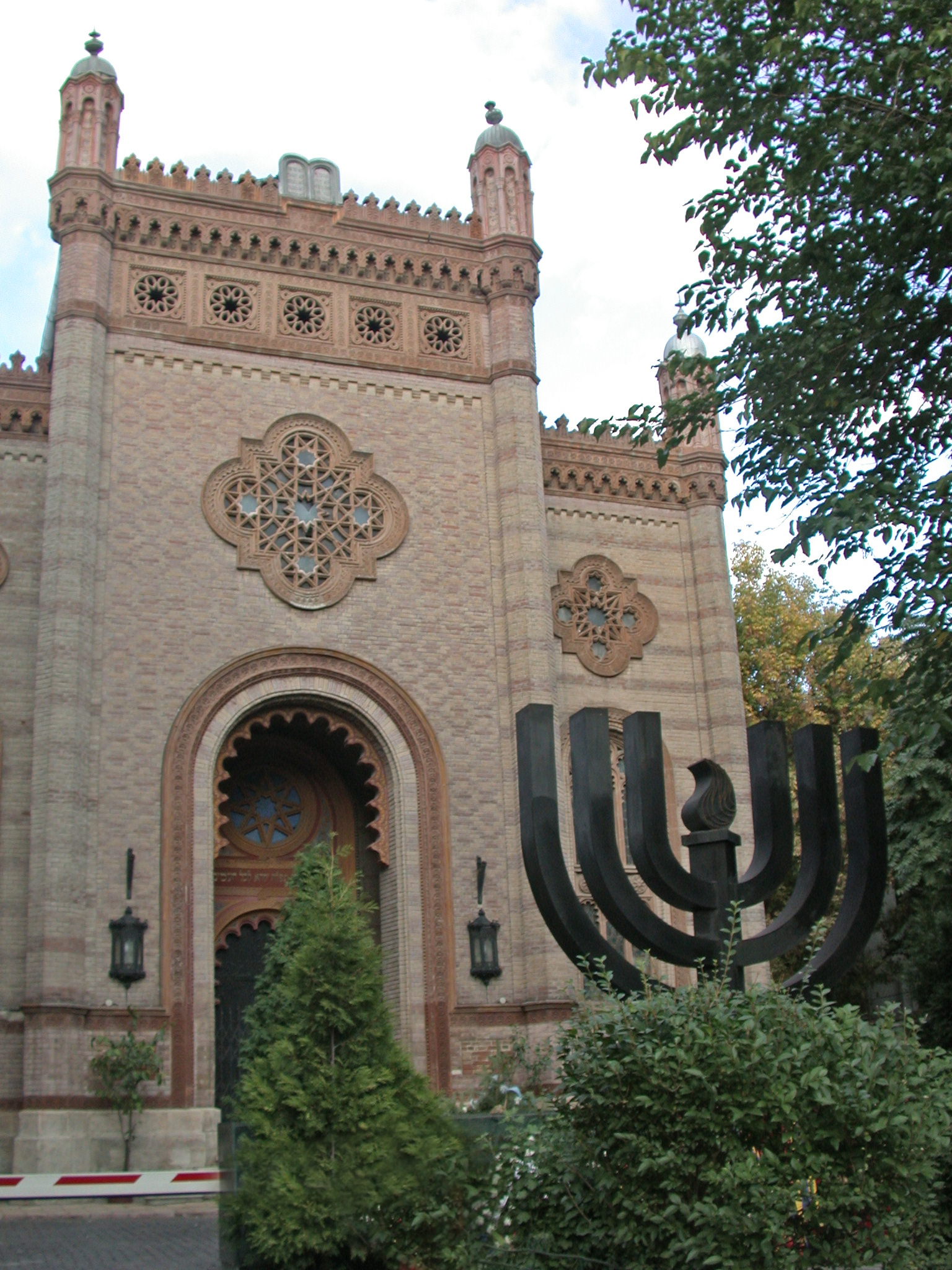
, uma das sinagogas de Bucareste

A comunidade judaica de Bucareste foi esmagadoramente sefardita, pelo menos até à chegada de asquenazes provenientes da Moldávia no início do século XIX. A primeira menção histórica a judeus na cidade data de c. 1550, durante o reinado de Mircea Ciobanul e apesar das perseguições serem relativamente frequentes e ter havido pogroms, constituíram uma parte considerável das elites profissionais durante a maior parte da história de Bucareste e até à década de 1930 eram a maior comunidade étnica da cidade (cerca de 11% da população) a seguir aos romenos. As principais áreas habitadas por judeus centravam-se no que é atualmente a Praça da União e o bairro de Văcărești.
Durante a Segunda Guerra Mundial e o Estado Nacional Legionário, os judeus foram alvo de violência generalizada. Muitos foram atacados e viram as suas propriedades saqueadas e alguns foram mortos. Durante a rebelião da Guarda de Ferro (21–23 de janeiro de 1941), cerca de 130 judeus foram brutalmente torturados e assassinados. Alguns judeus foram deportados para a Transnístria pelo regime de Ion Antonescu, mas a maior parte deles ficou na cidade, sendo obrigada a trabalhos forçados, como limpeza de neve e de escombros resultantes dos bombardeamentos aéreos, etc. Em consequência do Holocausto e da emigração para Israel e outros países, a população de judeus em Bucareste foi drasticamente reduzida, embora persistam algumas instituições e monumentos judeus importantes na cidade, como a Grande Sinagoga e o Templo Coral e Teatro Judaico do Estado (Teatrul Evreiesc de Stat).[carece de fontes?]

### Outras comunidades religiosas e étnicas
As maiores comunidades cristãs ortodoxas além dos ortodoxos romenos são a ortodoxa grega, a arromena, sérvia e búlgara, além de outros eslavos meridionais. A comunidade grega foi muito influente e esteve presente em quase toda a história da cidade; a primeira menção a ela data de 1561 e, depois de atingir o seu auge no século XVIII, entrou em regressão. Os arromenos são atestados pela primeira vez em 1623, mas provavelmente eram considerados gregos pelos testemunhos anteriores. Os registos até ao século XIX não faziam distinção ou confundiam os sérvios e búlgaros, não obstante algumas fontes fazerem claramente distinção entre comerciantes das cidades búlgaras de Gabrovo, Čiprovci e Razgrad. No final da guerra russo-turca de 1828–1829 houve um número considerável de búlgaros que se instalou em Bucareste como jardineiros e leiteiros, bem como árabes da Igreja Ortodoxa de Antioquia, russos e albaneses.
Embora sendo protegidos pela Igreja, os ciganos romenos não eram considerados exatamente paroquianos e até 1855 eram escravos dos boiardos e da própria Igreja. Estima-se que em 1860 havia 9 000 ciganos entre os habitantes de Bucareste.
No início do século XXI havia em Bucareste 18 locais de culto católicos, incluindo as Igreja de Bărăția (construída em 1741, reconstruída em 1861), a Catedral de São José (1884) e a Igreja Italiana (1916). A comunidade católica romena, que inclui seguidores do rito católico oriental, tem sido acompanhada historicamente pela presença de grupos étnicos maioritariamente católicos, como comerciantes ragusanos, cujo primeiro registo histórico é do século XVI, ou  italianos, atestados pela primeira vez c. 1630, que eram tradicionalmente canteiros. Uma minoria polaca ganhou relevância depois da Revolta de Janeiro de 1863, que forçou muitos polacos a refugiarem-se na Roménia. A comunidade de franceses, muito influente durante o final do século XVIII e início do século XIX, ainda tinha cerca de 700 membros na década de 1890. No período entre as duas guerras mundiais, instalaram-se na cidade numerosos sículos, possivelmente algumas dezenas de milhar.
Os habitantes de origem arménia eram predominantemente seguidores da Igreja Apostólica Arménia e vieram sobretudo de Kamianets-Podilskyi (atualmente na Ucrânia) e de Ruse (na Bulgária). São mencionados pela primeira vez no século XVII e deixaram a sua marca em toda a cidade, nomeadamente com as atividades de dois dos seus membros mais notórios, Manuc Bei (1769–1817) e Krikor H. Zambaccian (1889–1962). Os arménios  construíram a sua primeira igreja c. 1638 e a primeira escola de língua arménia abriu em 1817. Em 1911 foi consagrada uma nova igreja arménia, inspirada na  Catedral de Echemiazim.
A maior parte dos protestantes de Bucareste são tradicionalmente calvinistas magiares e  luteranos  alemães. A comunidade de origem alemã da cidade chegou a ter vários milhares de membros e foi mencionada pela primeira vez em 1574. Há uma igreja luterana imediatamente a norte da Sala Palatului, na Strada Luterană (Avenida Luterana).
Historicamente, o islão esteve presente em Bucareste através da comunidade relativamente minoritária turca e pequenos grupos de ciganos e árabes muçulmanos. Atualmente quase todos os muçulmanos pertencem à comunidade crescente de imigrantes do Médio Oriente. Em 1923 foi construída uma mesquita no Parque Carol.

## Tratados assinados em Bucareste
- 28 de maio de 1812, no fim da Guerra russo-turca
- 3 de março de 1886, no fim da Guerra servo-búlgara
- 10 de agosto de 1913, no fim da Segunda Guerra Balcânica
- 4–17 de agosto de 1916, tratado de aliança entre a Roménia e a Entente
- 7 de maio de 1918, entre a Roménia e os Impérios Centrais